# San Antonio Texas, Silao de la Victoria
San Antonio Texas är en ort i Mexiko.   Den ligger i kommunen Silao de la Victoria och delstaten Guanajuato, i den centrala delen av landet, 300 km nordväst om huvudstaden Mexico City. San Antonio Texas ligger 1 798 meter över havet och antalet invånare är 1 735.
Terrängen runt San Antonio Texas är en högslätt, och sluttar söderut. Runt San Antonio Texas är det tätbefolkat, med 257 invånare per kvadratkilometer. Närmaste större samhälle är Silao, 8,0 km sydost om San Antonio Texas. Trakten runt San Antonio Texas består till största delen av jordbruksmark.